# Utako Hayashi
Utako Hayashi (林歌子, Fukui, 11 de janeiro de 1865 — Ósaca, 24 de março de 1946; algumas fontes citam 1864 como o seu ano de nascimento) foi uma professora e assistente social japonesa. Como chefe da filial da União de Temperança das Mulheres Cristãs em Ósaca, ela liderou campanhas contra empresas alcoólicas em 1909, 1912, e 1916. Também atuou no movimento pacifista mundial das mulheres.

## Biografia
Nascida na cidade japonesa de Fukui, era filha de um samurai. Formou-se como professora e converteu-se ao cristianismo em 1887, tendo sido influenciada pela pregação do bispo anglicano de Tóquio, Channing Moore Williams.
Hayashi lecionou no Liceu Episcopal Feminino de Tóquio. Ela também ensinou japonês a missionários estrangeiros. Em 1896 liderou o Orfanato Hakuaisha de Ósaca, onde também cuidava da alimentação dos órfãos.
Hayashi foi presidente da filial da União de Temperança das Mulheres Cristãs (WCTU) em Ósaca, após a sua fundação em 1899. Em 1907 inaugurou a Casa das Mulheres de Ósaca para abrigar as trabalhadoras da cidade. Ela liderou campanhas contra o álcool e a prostituição em Sonezaki, no distrito de Ósaca em 1909, e outras campanhas entre 1912 e 1916. Em 1922 ela e Kubushiro Ochimi frequentaram a convenção mundial da União de Temperança das Mulheres Cristãs na cidade estado-unidense da Filadélfia, Pensilvânia. Em 1923 um escritor estado-unidense escreveu: "Ao lado da Senhora Yajima Kajiko, uma das mulheres mais notáveis que participou nos movimentos contra os vícios é a Senhora Utako Hayashi". Também foi referida como a "Frances Willard do Japão."
Hayashi participou da quinta Conferência da Causa e Cura da Guerra, realizada em Washington D.C. em janeiro de 1930, e na Conferência Naval de Londres no mês seguinte, na delegação liderada por Yajima Kajiko. Ela e Tsuneko Gauntlett apresentaram uma petição ao então primeiro-ministro britânico, Ramsay MacDonald, em nome da Associação Pacifista das Mulheres do Japão. Ela também citou: "Não devemos nos tornar apenas mães que cuidam dos nossos próprios filhos, mas também devemos nos tornar mães que cuidam dos filhos do mundo, esposas, irmãs mais velhas e mais novas. E temos de reconhecer que a segunda restauração deve ser realizada por mulheres".
Até o ano de 1945, ela foi listada como presidente da União de Temperança das Mulheres Cristãs e da Liga das Mulheres Cristãs do Japão.
Hayashi foi casada, mas divorciou-se cedo. Kanno Suga descreveu Hayashi como a sua "mãe espiritual". Hayashi morreu em 1946, aos oitenta e um anos de idade, numa casa de repouso em Ósaca.